# 劉秀萍
劉秀萍（英語：Cons Lau Sau Ping，1965年3月7日—），香港前女演員。

## 簡歷
劉秀萍於1987年參加由無綫電視主辦《超級新星競選》順利晉身決賽並奪得「最佳演技獎」，賽後放棄原職酒店接待員工作，獲無綫安排進入第十四期藝員訓練班進修，後簽約成為旗下藝員，參與多套劇集演出也主持過節目《娛樂新聞眼》，90年代中期淡出演藝圈，2018年久未露面的她與《娛樂新聞眼》台前幕後人員飯敍。

## 演出作品

### 電視劇（無綫電視）
| 播映年份 | 劇名                   | 角色           |
| 1987年   | 人海綠皮書             |                |
| 1987年   | 書劍恩仇錄             | 瑪米兒         |
| 1987年   | 新紮師兄1988           |                |
| 1988年   | 大都會                 |                |
| 1988年   | 都市方程式             | Sandy          |
| 1988年   | 飛躍霓裳               |                |
| 1988年   | 誓不低頭               | 護士           |
| 1988年   | 老子萬歲               |                |
| 1988年   | 絕代雙驕               | 如霜           |
| 1988年   | 鬥氣一族               | 加州凍肉職員   |
| 1988年   | 嬴單傳奇               | 丁丁           |
| 1988年   | 夢邊緣                 | Grace          |
| 1988年   | 阿德也瘋狂             |                |
| 1988年   | 風流父子兵             |                |
| 1988年   | 藍色時分               |                |
| 1989年   | 萬家傳說               | 青狐           |
| 1989年   | 決戰皇城               |                |
| 1989年   | 義不容情               | 倪楚君之女秘書 |
| 1989年   | 人海虎鯊               |                |
| 1989年   | 摘星的女人             |                |
| 1989年   | 陰陽界（電視電影）     |                |
| 1989年   | 天涯路客（電視電影）   |                |
| 1989年   | 俠客行                 | 梅兒           |
| 1989年   | 鐵血大旗門             |                |
| 1990年   | 蜀山奇俠               | 程寒霜         |
| 1990年   | 奇幻人間世             | 倪小雪         |
| 1990年   | 玉面飛狐               | 遲金枝         |
| 1991年   | 日月神劍               | 冰姬           |
| 1991年   | 血染黎明（電視電影）   | 阿嬋           |
| 1991年   | 皇家鐵馬               | 張紫蕙         |
| 1992年   | 我為錢狂               | 藍寶兒         |
| 1992年   | 捉妖奇兵               | 冰姬           |
| 1992年   | 大地飛鷹               | 蘇蘇           |
| 1992年   | 風之刀                 | 司馬秋惜       |
| 1992年   | 出位江湖               | 素素           |
| 1993年   | 原振俠                 | 良辰           |
| 1993年   | 鎮金女人週記：一國兩妻 | 阿玲           |
| 1993年   | 情場妙女郎             | 串姑           |
| 1994年   | 一夫三妻               | 王小雯         |
| 1994年   | 金毛獅王               | 方湘君         |
| 1994年   | 成日受傷的男人         | 阿嬌           |

### 電影
- 1984年《青蛙王子》飾 郁德仁女友
- 1985年《八百羅漢》
- 1997年《幻影追凶》

### 主持節目
- 《娛樂新聞眼》

### 參與節目
- 1988年《點解咁好笑》
- 1991年《Beyond放暑假》
- 《群星千萬FUN》（第4集　少男少女談情說愛）
- < 大江南北 >

### 音樂錄像MV
- 1992年 譚詠麟《我的生命我的愛》

## 外部連結
- 劉秀萍在香港影庫上的簡介
- 劉秀萍在豆瓣上的资料（简体中文）